# Loyola de Palacio

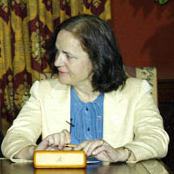
Loyola de Palacio 2004.

Loyola de Palacio y del Valle-Lersundi, född 16 september 1950 i Madrid, död 13 december 2006 i Madrid, var en spansk-baskisk politiker. 
de Palacio föddes i en aristokratisk baskisk familj och studerade juridik vid Universidad Complutense i Madrid. Hon blev 1976 medlem i det konservativa partiet Alianza Popular som senare döptes om till Partido Popular (PP) och var ledamot i Cortes Generales (parlamentet) 1986–1999, till en början i senaten och från 1989 i Deputeradekongressen. Efter PP:s valseger 1996 utnämndes de Palacio till jordbruksminister i José María Aznars regering. 
de Palacio valdes in i Europaparlamentet 1999, men blev samma år utnämnd till EU-kommissionär och vice ordförande i Prodi-kommissionen med ansvar för energi, transport och relationer med Europaparlamentet. I denna egenskap drev hon fram beslutet att inrätta ett europeiskt satellitnavigationssystem, Galileo. Efter sin tid i EU-kommissionen arbetade hon för bankerna BNP Paribas och Rothschild Bank. 
de Palacio avled i lungcancer och var syster till Ana Palacio, Spaniens utrikesminister 2002–2004. 

## Fotnoter
1. 1 2  flera författare, Diccionario biográfico español, Real Academia de la Historia, 2011, Diccionario biográfico español-ID: 25655/loyola-de-palacio-del-valle-lersundi, läst: 9 oktober 2017.[källa från Wikidata]
2. 1 2  Munzinger Personen, Munzinger person-ID: 00000023207, läst: 9 oktober 2017.[källa från Wikidata]
3. ↑  läs online, www.eupolitix.com  .[källa från Wikidata]
4. ↑  läs online, www.congreso.es , läst: 23 november 2017.[källa från Wikidata]
5. ↑  läs online, www.congreso.es , läst: 23 november 2017.[källa från Wikidata]
6. ↑  läs online, www.congreso.es , läst: 23 november 2017.[källa från Wikidata]
7. ↑  Europaparlamentets ledamöter, Europaparlamentariker-ID: 4307.[källa från Wikidata]
8. ↑  läs online, www.xunta.gal  .[källa från Wikidata]
9. ↑  BOE-ID: BOE-A-2005-2327.[källa från Wikidata]
10. ↑  BOE-ID: BOE-A-2006-22469.[källa från Wikidata]